# Graça Lobo
Maria da Graça Monteiro Lobo da Costa, mais conhecida por Graça Lobo (Vialonga, Vila Franca de Xira ou Penha de França, Lisboa, 12 de abril de 1939 – Torres Vedras, 9 de setembro de 2024), foi uma atriz e escritora portuguesa.

## Biografia
Graça Lobo era filha única de Lia Sacramento Monteiro e de Artur Leal Lobo da Costa - nascido em Coimbra em 14 de novembro de 1882 -, que se destacou como militar e que foi  Coronel, Arma de Infantaria, Governador Civil de Leiria, Coimbra, Porto e Lisboa, tendo sido Membro do Conselho da Ordem Militar de Avis, Medalha de Ouro de Comportamento Exemplar, Cruz de 3.ª Classe de Hohenzoller, Grande Oficial da Ordem de Cristo e Deputado português na 1.ª legislatura do Estado Novo, de 1935 até à renúncia, em 1937. Não existe consenso quanto ao local do seu nascimento - existem fontes segundo as quais terá nascido num palácio, propriedade do pai, em Vialonga, enquanto, de acordo com outras fontes, o nascimento terá ocorrido na freguesia da Penha de França, em Lisboa. Em Vialonga passou férias e fins de semana até aos 18 anos.
Depois de ter estudado nos melhores colégios, o pai mandou-a para um convento em Dublin, quando tinha 15 anos, até aos 17 anos. Aos 19 anos trabalhou numa companhia aérea de Bogotá como hospedeira e depois na TAP.

## Carreira
Começou a sua vida no mundo do espetáculo com a sua estreia na Casa da Comédia, com o espetáculo Noites Brancas de Dostoievsky (que teve como encenador Norberto Barroca), sendo nesta altura ainda apenas aluna do Conservatório.
Fez ao longo da vida parte integrante de várias entidades, como foi o caso do Teatro Estúdio de Lisboa, do Teatro Experimental de Cascais, do CPC ou do Teatro de Todos os Tempos.
Entre os trabalhos que interpretou, encontram-se textos de autores famosos como Pirandello, Giraudoux, Gombrowicz, Genet, Copi, Albee, Feydeau. O seu trabalho foi feito com vários encenadores, encontrando-se entre eles personalidades como Victor Garcia ou Carlos Avilez.
Em 1974, participa na peça "A Pedra no Sapato" no Teatro Monumental.
Corria o ano de 1979, procedeu à fundação da Companhia de Teatro de Lisboa, local onde interpretou vários trabalhos de Harold Pinter, de James Joyce, de  Samuel Beckett, de Miguel Esteves Cardoso, de Noel Coward, de Henrik Ibsen, de Alan Ayckbourn, e também a obra, Cartas Portuguesas, obra esta atribuída a Mariana Alcoforado, tendo esta interpretação feito carreira em vários teatros portugueses, como foi o caso do Teatro Nacional D. Maria II, do São Luiz Teatro Municipal, do La MaMa Experimental Theatre Club (Nova Iorque) e do Festival Internacional de São Francisco (1980).
Representou em Liubliana (Eslovénia), no Rio de Janeiro, São Paulo, Brasília e Tóquio fazendo neste caso um intercâmbio com atriz japonesa Kyōko Kishida, que se manteve em Tóquio com o espetáculo a fazer carreira comercial.
Em 2006, foi lançado um documentário dedicado à carreira de Graça Lobo, Graça Lobo Dois Pontos, que inclui uma entrevista bastante longa feita à atriz. O documentário é da autoria de Frederico Corado, realizador e produtor de cinema e vídeo e também encenador de teatro.
Morreu de causas naturais a 9 de setembro de 2024, no lar da Santa Casa da Misericórdia de Torres Vedras, onde residia desde 2019.

## Obras
- Sinceramente, Oficina do Livro (2001)